# Spider-Man’s Tangled Web
Spider-Man's Tangled Web (рус. Запутанная паутина Человека-паука) — серия комиксов о супергерое Человеке-пауке, которая издавалась Marvel Comics с 2001 по 2003 год. Всего было выпущено 22 номера комикса.

## История
Серия была создана специально для тех творческих коллективов, которые раньше не специализировались на работе с комиксами про Человека-паука (обычно это были люди, ранее работавшие над альтернативными комиксами и комиксами импринта Vertigo) и могли бы выразить супергероя в своём понимании.
Несмотря на его имя в названии, в данной серии комиксов Человек-паук часто являлся вспомогательным персонажем и появлялся только на нескольких страницах в качестве камео.
Продажи комикса были довольно низкими по сравнению с другими сериями комиксов о Человеке-пауке, и наконец в 2003 году серия была окончательно закрыта, после чего её заменил второй том серии The Spectacular Spider-Man (рус. Впечатляющий Человек-паук).